# Nøglebørn
|  | Denne artikel er oprettet af botten PalnaBot ud fra en ekstern database. Den kan derfor have sproglige fejl eller mangler. Denne skabelon kan fjernes efter kontrol af indholdet. |

Nøglebørn er en kortfilm instrueret af Kenneth Kainz efter manuskript af Anders Thomas Jensen, Lars Kaaber.